# Luis Mariano Montemayor
Luis Mariano Montemayor (ur. 16 marca 1956 w Buenos Aires) – duchowny katolicki, arcybiskup, nuncjusz apostolski w Irlandii.

## Życiorys
15 listopada 1985 otrzymał święcenia kapłańskie z rąk kard. Juana Carlosa Aramburu i został inkardynowany do archidiecezji Buenos Aires. W 1987 rozpoczął przygotowanie do służby dyplomatycznej na Papieskiej Akademii Kościelnej.
19 czerwca 2008 został mianowany przez Benedykta XVI nuncjuszem apostolskim w Senegalu i Republice Zielonego Przylądka oraz arcybiskupem tytularnym Illici. Sakry biskupiej 6 sierpnia 2008 udzielił mu abp Dominique Mamberti. Był akredytowanym przedstawicielem Stolicy Świętej w Gwinei Bissau i Mauretanii.
22 czerwca 2015 został przeniesiony do nuncjatury apostolskiej w Demokratycznej Republice Konga.
27 września 2018 został mianowany nuncjuszem apostolskim w Kolumbii.
25 lutego 2023 papież mianował go nuncjuszem apostolskim w Irlandii. 